# George Zweig
George Zweig (Moscou, 30 de maio de 1937) é um físico russo-americano. Foi originalmente treinado como um físico de partículas por Richard Feynman e depois voltou sua atenção para a neurobiologia. Ele passou vários anos como um cientista da pesquisa no Laboratório Nacional Los Alamos e no MIT, mas a partir de 2004, passou a trabalhar na indústria de serviços financeiros. 

## Carreira
Zweig propôs a existência de quarks no CERN, independentemente de Murray Gell-Mann, logo após defender sua tese de doutorado. Zweig os apelidou de "ases", em homenagem às quatro cartas de baralho, porque especulou que havia quatro delas (com base nos quatro léptons existentes conhecidos na época).
Como Gell-Mann, ele percebeu que várias propriedades importantes de partículas como os bárions (por exemplo, prótons e nêutrons) poderiam ser explicadas tratando-os como trigêmeos de outras partículas constituintes, com número bariônico fracionário e carga elétrica. Ao contrário de Gell-Mann, Zweig foi parcialmente levado à sua imagem do modelo de quark pelos decaimentos peculiarmente atenuados do méson φ para ρ π, uma característica codificada pelo que hoje é conhecido como Regra OZI, a "Z" que significa "Zweig". Na terminologia técnica subsequente, em última análise, os quarks de Gell-Mann estavam mais próximos dos "quarks atuais", enquanto os de Zweig estavam mais próximos dos "quarks constituintes".
Gell-Mann recebeu o Prêmio Nobel de Física em 1969, por suas contribuições e descobertas gerais relativas à classificação de partículas elementares e suas interações; naquela época, a teoria dos quarks não havia sido totalmente aceita, e não foi especificamente mencionada na citação oficial do prêmio. Em 1977, Richard Feynman nomeou Zweig e Gell-Mann novamente para o prêmio Nobel, mas a nomeação falhou.
Mais tarde, Zweig voltou-se para a pesquisa em audição e neurobiologia, e estudou a transdução do som em impulsos nervosos na cóclea do ouvido humano, e como o cérebro mapeia o som nas dimensões espaciais do córtex cerebral. Em 1975, enquanto estudava o ouvido, ele introduziu uma versão da transformada wavelet contínua, a transformada coclear.
Em 2003, Zweig juntou-se ao fundo de hedge quantitativo Renaissance Technologies, fundado pelo ex-decifrador de códigos da Guerra Fria, James Simons. Ele deixou a empresa em 2010. Depois que seu acordo de confidencialidade de quatro anos com a Renaissance Technologies expirou, Zweig, de 78 anos, retornou a Wall Street e cofundou um fundo de hedge quantitativo, chamado Signition, com dois sócios mais jovens. Eles começaram a negociar em 2015.